# Битимов, Омиртай Макашевич
Омиртай Макашевич Битимов (каз. Өміртай Мақашұлы Бітімов род. 4 февраля 1951; Семипалатинск, СССР) — казахстанский государственный деятель, дипломат, Чрезвычайный и полномочный посол Республики Казахстан в Исламской Республике Афганистан (2011 — 2018). В настоящее время Председатель Казахстанско-Афганской Ассоциации развития и партнерства "AFG-QAZ" Активно занимается общественной деятельностью в Советах ветеранов КНБ, разведки, генералов, дипломатов, воинов-интернационалистов. Владеет казахским, русским, фарси и турецким языками.

## Биография
Омиртай Макашевич Битимов родился 4 февраля 1951 года в городе Семипалатинске.
В 1972 году окончил факультет физики, математики Семипалатинский педагогический институт «учитель физики и математики».
В 1975 году Высшие курсы Комитета государственной безопасности СССР в г. Минск.
С 1972 по 1975 годы — преподаватель, завуч средней школы.
С 1976 по 1979 годы — оперуполномоченный Аягузского райотдела Управления Комитета государственной безопасности по Семипалатинской области.
С 1984 по 1987 годы — обучался на основном факультете Краснознаменного Института КГБ СССР им. Ю.В. Андропова, г.Москва.
С 1979 по 1992 годы —  работал в 1-м главном Управлении Комитета государственной безопасности СССР, воин-интернационалист.
С 1992 по 1993 годы — служба в МИД РК, г. Алматы.
С 1993 по 1994 годы — консул в посольстве РК в Турции. 
С 1994 по 1996 годы — начальник управления Ближнего, Среднего Востока и Северной Африки МИД РК.
С 1995 по 1997 годы — заместитель начальника управления, начальник главного управления разведки Комитета государственной безопасности Республики Казахстан.
С 1997 по 2009 годы — начальник департамента, начальник информационно-аналитического центра Службы «Барлау» Комитета государственной безопасности Республики Казахстан; начальник Службы «Барлау» Комитета национальной безопасности Республики Казахстан.
С 2009 по 2010 годы — советник председателя Комитета национальной безопасности РК.
С 2010 по 2011 годы  посол по особым поручениям Министерства иностранных дел Республики Казахстан, Специальный представитель по Афганистану.
С 2011 по 2018 годы — Чрезвычайный и полномочный посол Республики Казахстан в Исламской Республике Афганистан.
С 2018 года по настоящее время — Председатель Казахстанско-Афганской Ассоциации развития и партнерства "AFG-QAZ"

## Семейное положение
Жена: Айтжамал Омуртаевна, дочери: Жамиля-1972 г.р., Алия-1987 г.р., сын Адлет-1975 г.р., 8 внуков, одна правнучка. 

## Владение языками
казахский, русский, турецкий, фарси

## Награды и звания
- 1985 — Орден Красной Звезды (СССР)
- 2003 — Почётная Грамота Республики Казахстан
- 2009 — Орден «Данк» 2 степени
- 2015 — Орден Достык 2 степени[5][6]
- звания «Почётный сотрудник органов национальной безопасности Республики Казахстан»
- Награждён правительственными, юбилейными медалями СССР и Республики Казахстан и др.
- Медаль «За вклад в обеспечение национальной безопасности»
- Медаль «Ветеран Комитета национальной безопасности Республики Казахстан»
- высшей медалью Афганистана «Мир Маджиди Хана»